# Jakub van Żnin
Jakub van Żnin (Pools: Jakub ze Żnina) was de zevende aartsbisschop van Gniezno. Hij leidde een succesvolle campagne om de pauselijke bul die Gniezno in 1113 onder Maagdenburg schaarde terug te draaien. Paus Innocentius II vaardigde op 7 juli 1136 de Ex commisso nobis, waarmee de voormalige status van Gniezno formeel werd hersteld.
Jakub was een politiek tegenstander van Wladislaus de Balling en stond aan het hoofd van een groep bestaand uit belangrijke edellieden en geestelijken die de wensen van de overleden Bolesław III van Polen waarborgden. Uiteindelijk werd Wladislaus met de volgende woorden van de aartsbisschop geëxcommuniceerd:
"Omdat u, door onrechtmatig geweld te gebruiken, de hertogdommen van uw broers bent binnengevallen en, als vijand van het geloof en van uw land, de wetten van God en de mens hebt overtreden, mijn vaderlijke overtuiging verachtte, koppig alle adviezen verwierp, een verharding van het hart verried die de farao's waardig was, excommuniceer ik u hierbij en leg ik een ballingschap op u als recalcitrant en laat het aan de goddelijke wraak over om u te straffen."